# 알렉상드르 밀랑
알렉상드르 밀랑(프랑스어: Alexandre Millerand)은 1859년 2월 10일 파리에서 태어나 1943년 4월 6일 베르사유에서 사망한 프랑스의 정치인이다. 밀랑은 1920년 1월 20일부터 9월 23일까지 프랑스의 총리였으며, 이후 1920년 9월 23일부터 1924년 6월 11일까지 프랑스의 대통령을 역임하였다.
조르주 클레망소의 일간지 <라 쥐스티스>의 언론인이자 변호사로 활동한 밀랑은 처음에는 급진당에 참여하였다. 밀랑은 1884년 파리 시 의원에, 1885년 센 하원의원에 선출되었다. 밀랑은 매번 당선되며 35년 동안 의석을 사수했다. 불랑제 사건 동안 그는 1875년 헌법 개헌과 사회적 요구를 이어가겠다는 의지를 지켜갔고, 급진당과는 멀어졌다.
1890년대, 독립사회당의 주요 인물로 자리매김한 밀랑은 개혁적 사회주의를 격찬했다. 1899년부터 1902년까지 왈데크-루소 정부 아래서 밀랑은 상공부 장관이 되었다. 프랑스의 첫 사회주의자 장관이었던 그는 노동 시간을 규제하고 단축시켰고 관공서에서의 주말 휴일을 보장했으며, 근로자 퇴직연금법에 투표하였다. 허나 너무 중도적이라고 여겨진 밀랑은 1904년, 프랑스 사회당으로부터 제명되었다.
브리앙 정부 1기에서 공공사업부 장관에 임명된 밀랑은 센강 침수 피해와 철도노동자 파업에 대처해야 했다. 뒤이어 밀랑은 푸앙카레 정부와 비비아니 정부에서 전쟁부 장관으로 임명되었다. 이어서 밀랑은 전임 장관들을 따라 자유주의적 조치들을 취했으며, 조프르 장군을 지지하고 단호한 민족주의적 시각을 지니게 되어, 결국 좌파와 결별하였다. 1919년 밀랑은 스트라스부르 공화국 판무관에 임명되어, 프랑스의 알자스-로렌 합병을 시행하였다.
중도파와 성스러운 연합(Union sacrée)을 지지한 우파 정당의 연합인 국민 블록의 1919년 총선 승리로 밀랑은 총리 및 외무부 장관에 임명되었다. 의석 과반수와 함께 밀랑은 파업과 공산주의에 단호히 맞섬과 동시에 사회문제 해결책을 밀고나갔다. 밀랑은 베르사유 조약 체결을 초반 주선하였으며, 소비에트 연방-폴란드 전쟁과 프랑스-시리아 전쟁을 프랑스의 승리로 끝날 수 있도록 전쟁에 개입하였으며, 바티칸과의 관계 재정립을 시작하였다.
폴 데샤넬이 병환으로 인하여 대통령직을 사임하고나서, 알렉상드르 밀랑은 사회주의자 귀스타브 들로리를 누르고 프랑스 공화국 대통령에 선출되었다. 헌법의 엄격한 적용을 옹호한 밀랑은 제3공화국 이전 대통령들의 실정과는 대조되게 국내 문제에 꽤 적극적으로 관여하였으며 국가 수반의 특권을 강화하는 데 초점을 둔 개헌을 계속 하고자 하였다. 그러나 좌파 연정, 밀랑의 권력 증대에 반대한 정당이 승리하게 된 1924년 총선으로 밀랑은 선출된 지 약 4년만에 엘리제를 떠날 수 밖에 없었다.
중도파와 우파 정당들의 통합을 꿈꾼 밀랑은 PRDS와 공화파 연합 등을 통합하여 국민공화연합을 창당하였다. 1925년부터 1940년까지 밀랑은 센 상원의원, 이후 오르느 상원의원이었으나, 주요 직위를 다시 얻지는 못하였다. 복수를 향한 독일의 열망과 새로운 대규모 무력 충돌에 대하여 경고한 밀랑은 특히 제2차 세계 대전의 여명기에 모호한 태도를 취한 평화주의자들의 이념에 반대하였다.

## 역대 선거 결과
| 선거명      | 직책명 | 대수 | 정당   | 득표율 | 득표수 | 결과 | 당락 |
| ----------- | ------ | ---- | ------ | ------ | ------ | ---- | ---- |
| 1920년 선거 | 대통령 | 12대 | 무소속 | 88.42% | 695표  | 1위  |      |